# Souhvězdí Rysa
Souhvězdí Rysa je souhvězdí pojmenované po rysovi, které se nachází na severní nebeské polokouli. Souhvězdí zavedl na konci 17. století Johannes Hevelius. Je to slabé souhvězdí, jehož nejjasnější hvězdy tvoří klikatou čáru. Oranžový obr Alfa Lyncis je nejjasnější hvězdou v souhvězdí a polopravidelná proměnná hvězda Y Lyncis je oblíbeným cílem amatérských astronomů. U šesti hvězd tohoto souhvězdí byly nalezeny exoplanety. Exoplanety u hvězd 6 Lyncis a HD 75898 byly objeveny Dopplerovou metodou; exoplanety u XO-2, XO-4, XO-5 a WASP-13 byly pozorovány, když procházely před hostitelskou hvězdou. Na hranicích souhvězdí leží NGC 2419, neobvykle vzdálená kulová hvězdokupa; galaxie NGC 2770, která hostila v nedávné době supernovy typu Ib; vzdálený kvasar APM 08279 + 5255, jehož světlo je zvětšeno a rozděleno na více obrazů působením gravitační čočky galaxie v popředí; a nadkupa galaxií, která byla nejvzdálenější nadkupou galaxií známou v době jejího objevu v roce 1999.

## Původ souhvězdí

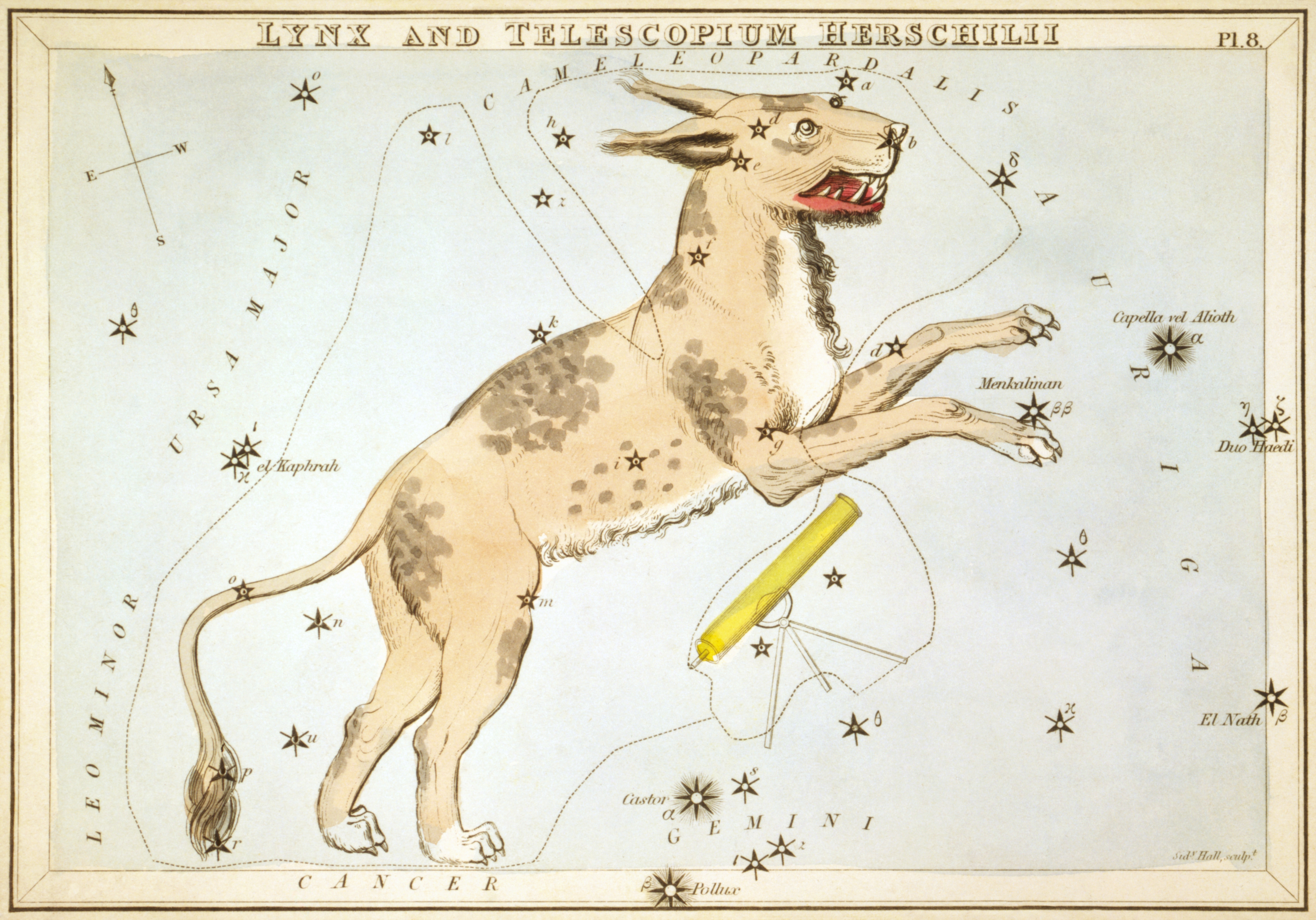
Souhvězdí rysa ve hvězdném atlase v roce 1825

Souhvězdí zavedl v roce 1687 polský astronom Johannes Hevelius z devatenácti slabých hvězd mezi souhvězdím Velké medvědice a Vozky, které dříve byly součástí zastaralého souhvězdí Jordanus Fluvius. Pojmenoval jej Rys proto, že obsahuje jen málo jasné hvězdy. Vyzval budoucí pozorovatele hvězd, aby se jej pokusili najít, a prohlásil, že by jej mohli rozpoznat pouze ti, co mají oči rysa (dobrý zrak). Hevelius používal ve svém katalogu též pojmenování Tigris (tygr), ale původní jméno si ponechal pouze ve svém atlasu. Anglický astronom John Flamsteed přijal souhvězdí do svého katalogu, publikovaného v roce 1712, a atlasu, který jej následoval. Podle amatérského astronoma z 19. století Richarda Hinckleyho Allena hlavní hvězdy v souhvězdí „mohl použity k dokončení noh v souhvězdí Velké medvědice”.

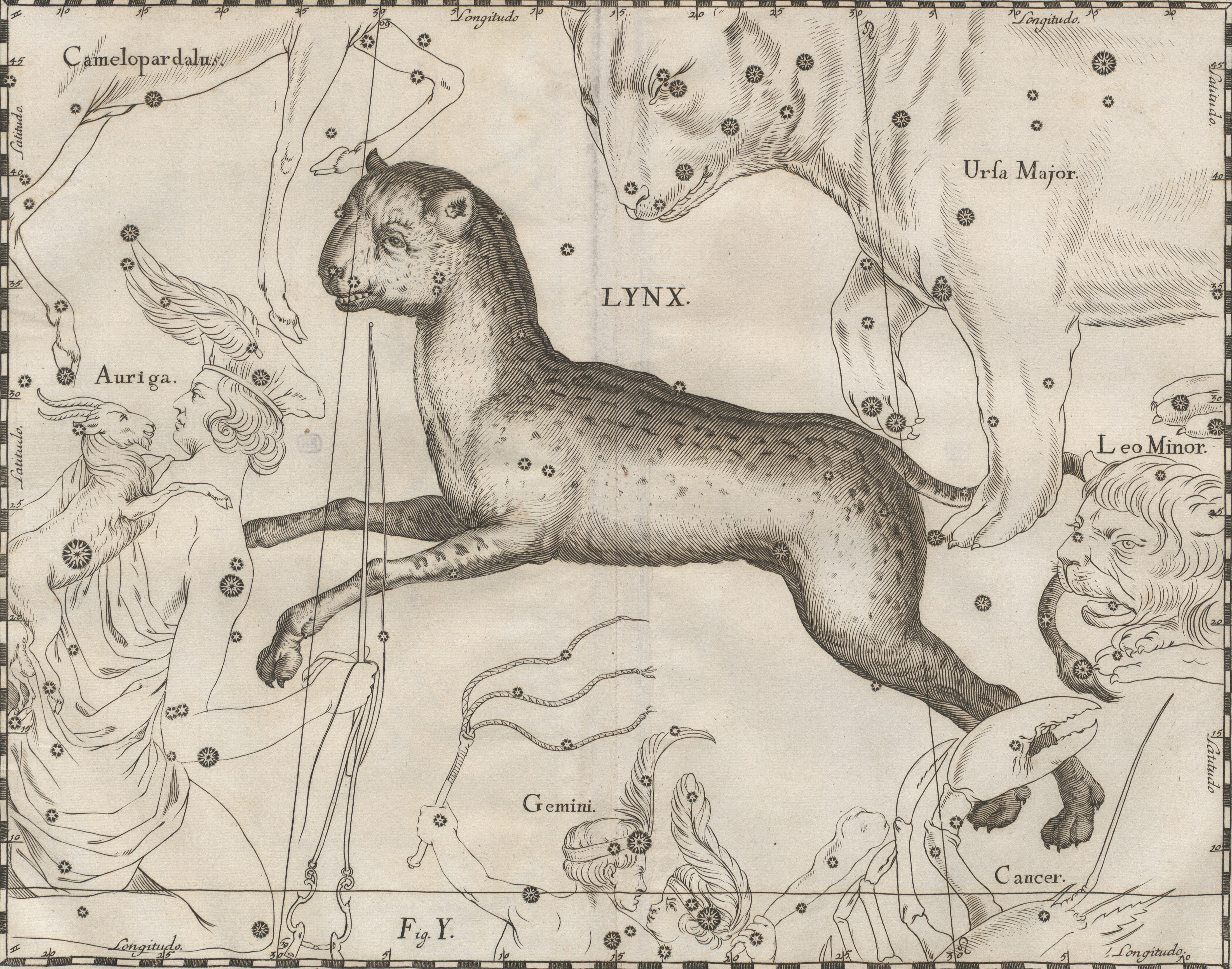
Nejstarší zobrazení souhvězdí Rysa ve hvězdném atlase

## Charakteristika
Souhvězdí Rysa je ohraničené souhvězdím Žirafy na severu, Vozky na západě, Blíženců na jihozápadě, Raka na jihu, Lva na východě a Velké medvědice na severovýchodě. Souhvězdí má rozlohu 545,4 čtverečních stupňů a 1,322 procent noční oblohy a je rozlohou na 28. místě z 88 souhvězdí, čím překonává známější souhvězdí, jako je například souhvězdí Blíženců. Třípísmenná zkratka pro souhvězdí, kterou přijala Mezinárodní astronomická unie v roce 1922, je „Lyn“. Oficiální hranice souhvězdí, jak je stanovil belgický astronom Eugène Delporte v roce 1930, jsou definovány polygonem 20 stran (znázorněno v infoboxu). V rovníkových souřadnicích je rektascenze mezi 06h 16m 13,76s a 09h 42m 50,22s, zatímco deklinaci popisují souřadnice mezi +32,97 ° a +61,96 °. Za temných nocí lze jasnější hvězdy vidět jako křivou čáru táhnoucí se zhruba mezi souhvězdí, Žirafy a Lva a na sever od jasné hvězdy Castor. Souhvězdí je nejsnadněji pozorovatelné od pozdní zimy do pozdního léta k pozorovatelům na severní polokouli, přičemž půlnoční vyvrcholení nastává 20. ledna. Celé souhvězdí je viditelné pozorovateli severně od 28 stupně jižní šířky.

## Zajímavé objekty

### Hvězdy

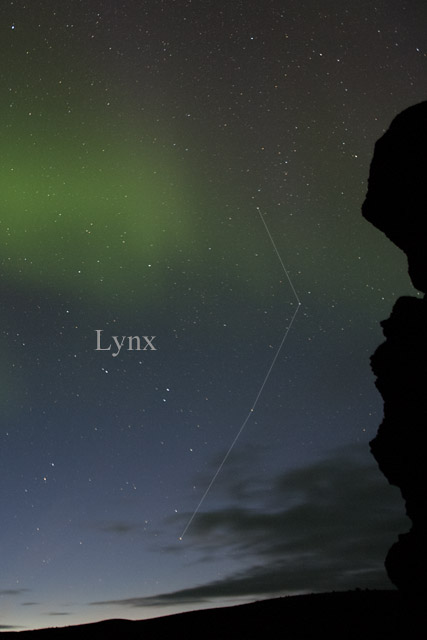
Souhvězdí Rysa viditedelné pouhým okem

Anglický astronom Francis Baily dal v souhvězdí jediné hvězdě Bayerovo označení – Alfě Lyncis, zatímco Flamsteed označil 44 hvězd v souhvězdí, z nichž několik leží již za hranicí v souhvězdí Velké medvědice. Celkově se v souhvězdí nachází 97 hvězd jasnějších nebo rovných zdánlivé hvězdné velikosti 6,5.
Nejjasnější hvězdou v souhvězdí je Alfa Lyncis se zdánlivou (vizuální) hvězdnou velikostí 3,14. Jedná se o oranžového obra spektrálního typu K7III, vzdáleného 203±2 světelných let od Země. Hvězda je zhruba dvakrát hmotnější než Slunce, vyčerpala ve svém jádře vodík a opustila hlavní posloupnost. Zvětšila se na přibližně 55násobek poloměru Slunce a vyzařuje zhruba 673násobek jeho svítivosti. Povrch hvězdy se ochladil a má teplotu 3 880 K. Jedinou hvězdou souhvězdí s původním jménem je Alsciaukat (arabsky trn), známá též pod označením 31 Lyncis a nacházející se 380±10 světelných let od Země. Je také obrem s přibližně dvojnásobnou hmotností než Slunce, který zvětšil svůj objem a ochladil se po vyčerpání vodíku v jádře. Je 59 až 75krát větší než Slunce a svítivost má 740krát větší. Alsciaukat je proměnná hvězda, jejíž jasnost se mění během 25 až 30 dnů o 0,05 magnitudy od základní hodnoty 4,25.
Souhvězdí Rysa je bohaté na dvojhvězdy Druhá nejjasnější hvězda souhvězdí 38 Lyncis má zdánlivou jasnost 3,8. Již při pohledu malým dalekohledem lze obě složky rozlišit – jasnější modrobílou hvězdu o jasnosti 3,9 a slabší hvězdu o jasnosti 6,1, která má šeříkově modrobílou barvu. 15 Lyncis je další hvězda, u které při pohledu dalekohledem rozlišit obě složky dvojhvězdy, tvoří ji dvě nažloutlé hvězdy o hvězdné velikosti velikosti 4,7 a 5,8, které jsou od sebe vzdáleny 0,9 úhlových sekund. Složkami dvojhvězdy je žlutý obr spektrálního typu G8III, který je asi 4,01krát hmotnější než Slunce, a žlutobílá hvězda hlavní sekvence spektrálního typu F8V, která je asi 3,73krát hmotnější než Slunce. Oběhnou kolem společného těžiště jednou 262 let a jsou vzdálené od Země 178±2 světelných let. 12 Lyncis má kombinovanou zdánlivou velikost 4,87. Při pohledu dalekohledem je možné rozlišit tři hvězdy: dvě složky dvojhvězdy o hvězdné velikosti 5,4 a 6,0, které leží v úhlové vzdálenosti 1,8 vteřin (od roce 1992), a žlutě zbarvená hvězda velikosti 7,2 při vzdálenosti 8,6 vteřin (v roce 1990). Odhaduje se, že tyto dvě jasnější hvězdy obíhají kolem sebe s obdobím, které je málo známé, ale odhaduje se na zhruba 700 až 900 let. Dvojhvězda 12 Lyncis je vzdálená od Země 210±10 světelných let.
10 Ursae Majoris je třetí nejjasnější hvězda v souhvězdí Rysa. Původně byla hvězda v součástí sousedního souhvězdí Velké medvědice, souhvězdí Rysa se nachází po oficiálním ustanovení hranic souhvězdí. Hvězda má zdánlivou hvězdnou velikost 3,97, tvoří ji žlutobílá hvězda hlavní posloupnosti spektrálního typu F4V o hvězdné velikosti 4,11 a hvězda velmi podobnou Slunci spektrálního typu G5V o hvězdné velikosti velikosti 6,18. Jedná se dvojhvězdy vzdálené od sebe 10,6 astronomických jednotek (AU) a kolem společného těžiště oběhnou za 21,78 let. Systém je od Země vzdálený 52,4±0,6 světelných let. 16 Lyncis byla původně známá jako Psi10 Aurigae a naopak, hvězdy 37, 39, 41 a 44 Lyncis se staly součástí souhvězdí Velké medvědice.
Y Lyncis je oblíbeným cílem amatérských astronomů, jedná se o polopravidelnou proměnnou hvězdu, která mění jasnost mezi hvězdnou velikostí od 6,2 do 8,9. Změny jasnosti jsou složité, s kratší má periodu 110 dnů v důsledku pulzování hvězdy a delší perioda je 1400 dní pravděpodobně v důsledku rotace hvězdy nebo pravidelných cyklů v jejím v proudění v konvektivní zóně hvězdy. Červený nadobr má odhadovaný průměr asi 580krát větší než Slunce, má zhruba 1,5 až 2krát větší hmotnost a má asi 25 000krát větší jasnost než Slunce. 1 Lyncis a UX Lyncis jsou červení obři, kteří jsou také polopravidelnými proměnnými hvězdami se složitými výkyvy jasu.
Bylo zjištěno, že šest hvězd v souhvězdí má exoplanety, z nichž dvě byly objeveny Dopplerovou metodou a čtyři tranzitní metodou. 6 Lyncis, oranžový podobr, který strávil většinu svého života jako hvězda hlavní posloupnosti typu A nebo F, obíhá planeta s minimální hmotností 2,4 Jupiteru a dobu oběhu 899 dní. HD 75898 je 3,8±0,8 miliardy let stará žlutá hvězda spektrálního typu G0V, která začala zvětšovat svůj objem, snížila svou povrchovou teplotu a opouští hlavní posloupnost. Má planetu nejméně 2,51krát hmotnější než Jupiter. která má oběžnou dobu přibližně 418 dnů. Oběh okolo těžiště systému se zrychluje, což naznačuje, že existuje třetí, vzdálenější, exoplaneta alespoň o velikosti Jupitera. Tři hvězdy mají planety, které byly pozorovány dalekohledem XO na Havaji, když přecházely před hvězdou. XO-2 je dvojhvězda, jejíž hvězdy jsou o něco méně hmotné a chladnější než Slunce a mají planetární společníky: XO-2S má planetu s hmotností Saturna ve vzdálenosti 0,13 AU s oběžnou dobou přibližně 18 dne a planetu o málo hmotnější než Jupiter ve vzdálenosti 0,48 AU a s oběžnou dobou přibližně 120 dne; XO-2N má horký Jupiter s hmotností přibližně poloviny Jupitera, který má oběžnou dráhu pouze 2,6 dne. XO-4 je hvězda hlavní sekvence typu F, která je o něco žhavější a hmotnější než Slunce, které má horký Jupiter obíhající s dobou kolem 4,1 dne. XO-5 je hvězda podobná Slunci s horkým Jupiterem, zhruba stejné hmotnosti, jehož dokončení oběžné dráhy trvá přibližně 4,2 dne. WASP-13, hvězda podobná Slunci, která začala zvětšovat svůj objem, ochlazovat se opouští hlavní posloupnost, byla objevena programem SuperWASP v roce 2009. Planeta je zhruba o polovinu hmotnější než Jupiter a dokončení oběhu okolo hvězdy trvá 4,35 dne.

### Objekty hlubokého vesmíru
Nejpozoruhodnějším objektem hlubokého vesmíru v souhvězdí Rysa je kulová hvězdokupa NGC 2419, nazývaná také „mezigalaktický poutník“; dříve se předpokládalo, že leží mimo Mléčnou dráhu. Ve vzdálenosti mezi 275 až 300 tisíci světelnými lety od Země je to jedna z nejvzdálenějších známých kulových hvězdokup v naší galaxii. NGC 2419 je pravděpodobně na vysoce eliptické oběžné dráze kolem Mléčné dráhy. Má velikost 10,3 a Shapleyovu kontcentraci třídy hvězd II; tato klasifikace naznačuje, že je ve svém středu extrémně koncentrovaná. NGC 2419, která byl původně považována za hvězdu, byla identifikována jako kulová hvězdokupa americkým astronomem Carl Lampland.
NGC 2537, známá jako galaxie Medvědí tlapka, se nahází asi 3 stupně severoseverozápadně od 31 Lyncis. Je to modrá kompaktní trpasličí galaxie, e vzdálenosti mezi 17 a 30 miliony světelných let od Země. Blízko je IC 2233, velmi plochá a tenká spirální galaxie, která je od Země vzdálena 26 až 40 milionů světelných let. Poměrně tichá galaxie s nízkou rychlostí vzniku hvězd (méně než jedna sluneční hmota každých dvacet let) byla dlouho podezřelá z interakce s galaxií Medvědí tlapka. To je nyní považováno za vysoce nepravděpodobné, protože pozorování pomocí Very Large Array ukázaly, že dvě galaxie leží v různých vzdálenostech.

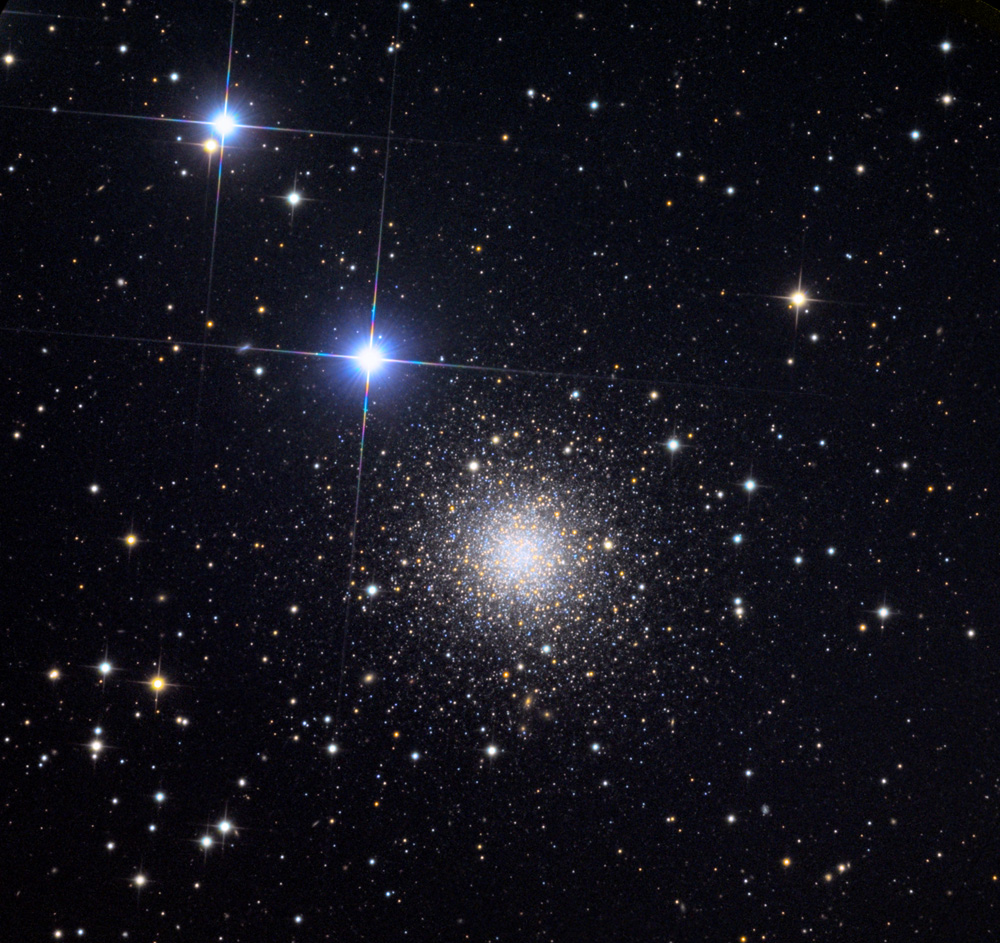
Kulová hvězdokupa NGC 2419

Skupina NGC 2841 je kupa galaxií, která se nachází jak v souhvězdí Rysa, tak v sousedním souhvězdí Velká medvědice. Zahrnuje volnou trojici NGC 2541, NGC 2500 a NGC 2552 v Rysovi. Při použití cefeid NGC 2541 jako standardních svíček byla vzdálenost této galaxie (a skupiny) odhadnuta na přibližně 40 milionů světelných let. Samotná NGC 2841 se nachází v souhvězdí Velké medvědice.
NGC 2770 je spirální galaxie typu SASc vzdálená asi 88 milionů světelných let, ve které explodovaly supernovy typu Ib: SN 1999eh, SN 2007uy a SN 2008D. Poslední z nich je známá tím, že je první supernovou detekovanou rentgenovými paprsky vyzářenými velmi brzy po jejím vzniku, než optickým světlem vyzařovaným během pozdějších fází, což umožňovalo pozorovat první okamžiky výbuchu. Je možné, že interakce NGC 2770 s předpokládanou společnou galaxií mohly vytvořit hmotné hvězdy způsobující tuto aktivitu. UGC 4904 je galaxie vzdálená asi 77 milionů světelných let od Země. Dne 20. října 2004 japonský amatérský astronom Koiči Itagaki v galaxii pozoroval explozi supernovy. Pozorování jeho spektra naznačují, že během dvouletého období uvolňoval obrovské množství materiálu a transformoval se z hvězdy LBV na Wolfovu–Rayetovu hvězdu, než bylo 11. října 2006 zjištěno, že vybuchla jako hypernova SN 2006jc.
APM 08279+5255 je velmi vzdálený kvazar se širokou absorpční linií objevený v roce 1998 a původně považován za dosud nejsvětlejší objekt. Je zvětšen a rozdělen do několika obrazů působením gravitační čočky galaxie v popředí, kterou prochází její světlo. Zdá se, že jde o obří eliptickou galaxii se supermasívní černou dírou zhruba 23 miliardkrát hmotnější než Slunce a přidruženým akrečním diskem o průměru 3600 světelných let. Galaxie má velké oblasti horkého prachu a molekulárního plynu, stejně jako oblasti s aktivitou hvězdokupy. Má kosmologický rudý posuv 3,911. Při pozorování kvazaru v roce 2008 objevili astronomové využívající ESA XMM Newton a Velký binokulární dalekohled (LBT) v Arizoně obrovskou kupu galaxií 2XMM J083026+524133.
Nadkupa galaxií v Rysovi souhvězdí má rudý posuv 1,26–1,27. Jednalo se o nejvzdálenější nadkupu známou v době jejího objevu v roce 1999. Skládá se ze dvou hlavních kup galaxií – RX J0849+4452 nebo Lynx E a RX J0848+4453 nebo Lynx W – a několika menších kup. Dále leží oblouk Lynx, který se nachází asi 12 miliard světelných let od Země (rudý posuv 3,357). Jde vzdálenou oblast obsahující milion extrémně horkých mladých modrých hvězd s povrchovými teplotami 80 000–100 000 K, které jsou dvakrát tak horké než podobné hvězdy v Mléčné dráze. Oblouk je viditelný pouze gravitačními čočkami vytvářenými bližší kupou galaxií a je rysem raných dob vesmíru, kdy byl častější překotný vznik hvězd.

## Meteoritické roje
Zářijové Lynxidy jsou menší meteorický roj, který se objevuje kolem 6. září. Popsali je již čínští pozorovatelé v letech 1037 a 1063 a korejští astronomové v roce 1560. Alfa Lynxids byly objeveny v roce 1971 Malcolmem Currieem a objevují se mezi 10. prosincem a 3. lednem.